# Договор
Договорът е волеизявление на едно или повече лица ,което установява, определя или прекратява техни права и задължения.
Договорът исторически възниква като институт на гражданското право (виж и гражданин, гражданство и гражданско общество). В ново време, във връзка с развитието на теорията на правото с науката за правото, договорите са предмет на изучаване от специализиран правен институт, наричан облигационно право.
Пеналистиката и в частност наказателното право не познава договорите, въпреки че съществуват подобни институти като споразумението. Съгласно българския закон страните могат свободно да определят съдържанието на договора, доколкото то не противоречи на повелителните норми на закона и на добрите нрави. Това е проява на принципа на свободното договаряне, съгласно който страните в гражданския оборот могат да определят свободно взаимоотношенията си, стига същите да не противоречат на закона и морала. Принципът, още от римското право, „Всичко, което не е забранено, е разрешено“ е възприет като принцип на законност и в българското законодателство.

## Страни по договора
Страните по даден договор могат да бъдат различен брой и невинаги са две. Международните договори често имат множество страни. От друга страна договори са и някои сделки, които на пръв поглед имат само една страна (напр. дарението, което е договор и следва да бъде прието от дареното лице, за да възникне като юридически факт). Обширността на понятието „договор“ предполага наличието на много и различни теории за същността му. Ежедневно всеки нормален човек сключва договори (например покупката на билет за градския транспорт е договор, а самият билет представлява ценна книга). Освен физическите, юридическите лица и неперсонифицираните образувания, страна по договора може да бъде и държавата.

## Видове договори
Правната теория познава различни видове договори: едностранни и двустранни, формални и неформални, възмездни и безвъзмездни, комутативни и алеаторни, главни и акцесорни, консенсуални и реални и т.н. Критериите са различни според страните, характера на задълженията, изискванията на закона, отнасящи се до формата за действителност и др.
Латинският принцип Pacta sunt servanda („Договорите трябва да бъдат спазвани“) стои в основата на правните договорни отношения.
- Формални – изискват форма за действителност (писмена, нотариална или друга)
- Реални – сключват се чрез предаване на вещта, на нещо реално
- Консенсуални – сключват се чрез простото съгласие на страните
- Възмездни – договорите, при които всяка страна получава нещо
- Безвъзмездни – договори за дарение
- Едностранни – само едната страна има задължения (напр. договори за дарение)
- Двустранни – и двете страни имат задължения (напр. договори за покупко-продажба, за наем)
- Комутативни – за продажба, за наем и т.н
- Алеаторни – за застраховки

В частното право договорите се означават като сделки, в публичното право – като нормативни съглашения, а в международното право – като международни договори.